# Tuireann
 (signalé en juin 2025).
Si vous disposez d'ouvrages ou d'articles de référence ou si vous connaissez des sites web de qualité traitant du thème abordé ici, merci de compléter l'article en donnant les références utiles à sa vérifiabilité et en les liant à la section « Notes et références ».
- Archive Wikiwix
- Bing
- Cairn
- DuckDuckGo
- E. Universalis
- Gallica
- Google
- G. Books
- G. News
- G. Scholar
- Persée
- Qwant
- (zh) Baidu
- (ru) Yandex
- (wd) trouver des œuvres sur Wikidata

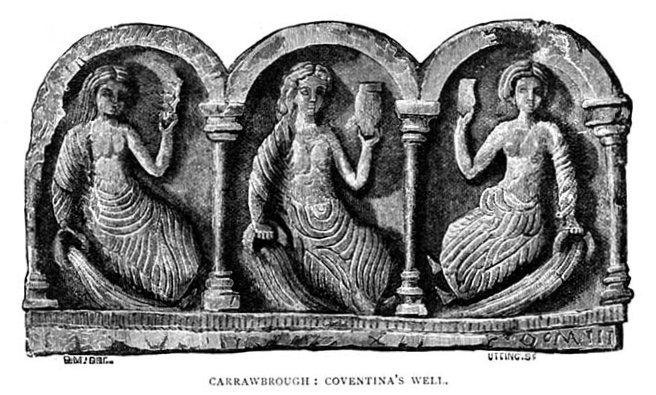
The Legendary Lore of the Holy Wells Of England, including Rivers, Lakes, Fountains and Springs (L'histoire légendaire des Puits sacrés d'Angleterre, incluant rivières, lacs, fontaines et sources).

Tuireann, dans la mythologie celtique irlandaise, fait partie des Tuatha Dé Danann, il est principalement connu pour être le père des dieux primordiaux que sont Brian (en), Iuchar et Iucharba, qui apparaissent dans le récit Oidhe Chloinne Tuireann (Mort des Enfants de Tuireann) ; il est le fils d’Ogme. Son nom pourrait avoir le sens de « bariolé ».

## Mythologie
Pendant la lutte qui oppose ses trois fils à Diancecht, ils tuent Cian, le père de Lug par traîtrise, alors qu’il a l’apparence d’un sanglier. Lug, afin d’assouvir sa vengeance, va leur imposer une quête d’objets fabuleux ; ils doivent lui ramener trois pommes des Hespérides, une peau de porc ayant des pouvoirs de guérison, une lance magique qu’il faut tremper dans l’eau pour la neutraliser, deux chevaux et un char plus rapides que le vent et le feu, sept porcs que l’on peut tuer chaque soir et qui renaissent au matin, la chienne Fail Inis qui effraie les fauves, une broche à rôtir et trois cris qui doivent être poussés sur la montagne de Miohainn (ce qui fait l’objet d’un interdit rituel). Ils vont échouer aux deux dernières épreuves et vont finir par mourir d’épuisement. Après quoi, Tuireann meurt de chagrin.
Il est possible que ce soit le même personnage que Delbáeth qui, selon d’autres sources, est aussi le père de Brian, Iuchar et Iucharba. Il est parfois comparé au Taranis gaulois ou à Thor de la mythologie nordique. Avec Brigid, il est aussi le père de Credne Cerd, Luchta et Goibniu.